# Pandémie de Covid-19 en Lettonie
La pandémie de Covid-19 en Lettonie démarre officiellement le 2 mars 2020. À la date du 31 octobre 2022, le bilan est de 6 053 morts.

## Chronologie
Le Parlement letton vote en novembre 2021 l'interdiction pour les députés non vaccinés contre le Covid-19 de participer aux discussions parlementaires et aux votes. Les employeurs obtiennent par ailleurs le droit de licencier leurs salariés non vaccinés.

## Statistiques

Nombre de cas en Lettonie depuis le début de l'épidémie.

Nombre de morts en Lettonie depuis le début de l'épidémie.